# Johanna Schopenhauer
Johanna Henrietta Schopenhauer z domu Trosiener (ur. 9 lipca 1766 w Gdańsku, zm. 16 kwietnia 1838 w Jenie) – niemiecka pisarka, matka Arthura Schopenhauera.

## Życiorys
Urodziła się w domu „Pod Żółwiem” w Gdańsku, przy ul. św. Ducha 81, była córką kupca Christiana H. Trosienera. Z domu rodzinnego wyniosła wszechstronną edukację. 6 maja 1785 r. poślubiła bogatego kupca gdańskiego Heinricha Florisa Schopenhauera; najstarszym dzieckiem z tego małżeństwa był syn Arthur, słynny filozof niemiecki, urodzony w 1788 r. w Gdańsku; w 1797 r. w Hamburgu przyszło na świat drugie dziecko, córka Adela, późniejsza pisarka. W 1793 r., po zajęciu Gdańska przez Prusy, rodzina Schopenhauerów wyemigrowała do Hamburga. Po śmierci męża w 1806 r., Johanna wraz z córką osiadła w Weimarze, prowadząc salon literacko-artystyczny. Przyjaźniła się m.in. z Johannem Wolfgangiem von Goethe. Pisała powieści, wiersze i drobne utwory literackie. W 1829 r. wyjechała z Weimaru do Bonn, gdzie rozpoczęła pisanie wspomnień. W 1837 r. zamieszkała w Jenie i tam zmarła. Rok po śmierci córka Adela opublikowała jej niedokończony pamiętnik Jugendleben und Wanderbilder (w Polsce ukazał się pod tytułem Gdańskie wspomnienia młodości w tłumaczeniu ks. Tadeusza Kruszyńskiego w 1959 r.).
Jest patronką tramwaju Pesa Swing Gdańskich Autobusów i Tramwajów o numerze bocznym 1025. W 1888 r. tablica ku jej czci została odsłonięta na kamienicy przy ulicy Świętego Ducha w Gdańsku 81 (obecnie nie istnieje).